# Eduard Blasco Ferrer
Eduard Blasco Ferrer (Barcelona, 15 de juny de 1956 - Bastia, 12 de gener de 2017) fou un lingüista català. Professor a la Universitat de Càller (Sardenya), va ser un dels especialistes contemporanis més prestigiosos de la llengua sarda.
Blasco Ferrer es va llicenciar en filologia romànica el 1981 a la Universitat d'Erlangen, on va fer també el doctorat sota la direcció de Heinrich Kuen. Fou lector de català a la Universitat de Càller i, després de passar per diverses universitats (Bonn, Múnic, de 1987 a 1992, i Florència) retornà a Càller (1993) primer com a professor d'història de la llengua italiana i, des de 1996, de lingüística sarda.
Era conegut com l'autor de diversos estudis sobre el sard i també publicà sobre el català (també l'alguerès) i altres llengües romàniques i el substrat sard.

## Llibres
- Grammatica storica del catalano e dei suoi dialetti con speciale riguardo all'algherese. Tübingen: G. Narr, c1984.
- La lingua sarda contemporanea: grammatica del logudorese e del campidanese: norma e varietà dell'uso: sintesi storica. Cagliari: Della Torre, c1986.
- Storia linguistica della Sardegna. Tübingen: Niemeyer, 1984.
- Le parlate dell'alta Ogliastra: analisi dialettologica: saggio di storia linguistica e culturale. Cagliari: Edizioni Della Torre, 1988.
- Ello, ellus: grammatica sarda. Nuoro: Poliedro, c1994.
- La lingua nel Tempo: variazione e cambiamento en latino, italiano e sardo. Cagliari: CUEC, 1995.
- Quadrada corso di linguistica italiana: con facsimili, edizione e commento d'un testo quattrocentesco ad uso di seminari ed esercitazioni. Cagliari: CUEC, 1996.
- Pro domo: grammatica essenziale della lingua sarda. Cagliari: Condaghes, 1998.
- Italiano e tedesco: un confronto linguistico. Torino: Paravia scriptorium, 1999.
- Italiano, sardo e lingue moderne a scuola. Milano: F. Angeli, 2003.
- Storia della lingua sarda. Cagliari: CUEC, 2009.
- Paleosardo. Le radici linguistiche della Sardegna neolitica. Arxivat 2011-09-27 a Wayback Machine. Berlín: De Gruyter, 2010. ISBN 978-3-11-023560-9
- Corso di linguistica sarda e romanza Franco Cesati editore, 2016